# Siquirres (canton)
Siquirres est un canton (deuxième échelon administratif) costaricien de la province de Limón au Costa Rica.

## Géographie

### Districts
- Siquirres
- Pacuarito (en)
- Florida (en)
- Germania (en)
- El Cairo (en)
- Alegría (en)
- Reventazón

### Autres
Le canton inclut le réservoir de Reventazón.

## Référence
1. 1 2  (en) « Siquirres (Canton) : Subdivision », sur www.citypopulation.de, dernière modification le 15 septembre 2015 (consulté le 17 janvier 2016).